# Condado de Warren (Indiana)
O Condado de Warren é um dos 92 condados do estado americano de Indiana. A sede do condado é Williamsport, e sua maior cidade é Williamsport. O condado possui uma área de 949 km² (dos quais 4 km² estão cobertos por água), uma população de 8 419 habitantes, e uma densidade populacional de 9 hab/km² (segundo o censo nacional de 2000). O condado foi fundado em 1 de março de 1827.